# الزمل (آيت عميرة)
الزمل هو دُوَّار يقع بجماعة آيت اعميرة، إقليم شتوكة آيت باها، جهة سوس ماسة في المملكة المغربية. ينتمي الدوّار لمشيخة آيت عميرة التي تضم 13 دوار. يقدر عدد سكانه بـ 534 نسمة حسب الإحصاء الرسمي للسكان والسكنى لسنة 2004.

## روابط خارجية
- البوابة الوطنية للجماعات الترابية
- المندوبية السامية للتخطيط